# Nestor Chylak
 (mars 2024).
La mise en forme du texte ne suit pas les recommandations de Wikipédia : il faut le « wikifier ».
Les points d'amélioration suivants sont les cas les plus fréquents. Le détail des points à revoir est peut-être précisé sur la page de discussion.
- Les titres sont pré-formatés par le logiciel. Ils ne sont ni en capitales, ni en gras.
- Le texte ne doit pas être écrit en capitales (les noms de famille non plus), ni en gras, ni en italique, ni en « petit »…
- Le gras n'est utilisé que pour surligner le titre de l'article dans l'introduction, une seule fois.
- L'italique est rarement utilisé : mots en langue étrangère, titres d'œuvres, noms de bateaux, etc.
- Les citations ne sont pas en italique mais en corps de texte normal. Elles sont entourées par des guillemets français : « et ».
- Les listes à puces sont à éviter, des paragraphes rédigés étant largement préférés. Les tableaux sont à réserver à la présentation de données structurées (résultats, etc.).
- Les appels de note de bas de page (petits chiffres en exposant, introduits par l'outil «  Source ») sont à placer entre la fin de phrase et le point final[comme ça].
- Les liens internes (vers d'autres articles de Wikipédia) sont à choisir avec parcimonie. Créez des liens vers des articles approfondissant le sujet. Les termes génériques sans rapport avec le sujet sont à éviter, ainsi que les répétitions de liens vers un même terme.
- Les liens externes sont à placer uniquement dans une section « Liens externes », à la fin de l'article. Ces liens sont à choisir avec parcimonie suivant les règles définies. Si un lien sert de source à l'article, son insertion dans le texte est à faire par les notes de bas de page.
- La présentation des références doit suivre les conventions bibliographiques. Il est recommandé d'utiliser les modèles {{Ouvrage}}, {{Chapitre}}, {{Article}}, {{Lien web}} et/ou {{Bibliographie}}. Le mode d'édition visuel peut mettre en forme automatiquement les références.
- Insérer une infobox (cadre d'informations à droite) n'est pas obligatoire pour parachever la mise en page.

Pour une aide détaillée, merci de consulter Aide:Wikification.
Si vous pensez que ces points ont été résolus, vous pouvez retirer ce bandeau et améliorer la mise en forme d'un autre article.
Nestor George Chylak Jr., né le 11 mai 1922 à Olyphant (Pennsylvanie) et mort le 17 février 1982, est un arbitre des Ligues majeures de baseball qui travaille dans la Ligue américaine de 1954 à 1978. Il arbitre trois séries de championnat de la Ligue américaine (1969, 1972, 1973), en tant que chef d'équipe en 1969 et 1973. Il arbitre également cinq Séries mondiales (1957, 1960, 1966, 1971, 1977), servant comme chef d'équipe en 1971 (au cours duquel il travaille au marbre lors du 7e match décisif) et en 1977. Il officie aussi lors de six Matchs des étoiles : 1957, 1960 (les deux matchs), 1964, 1973 et 1978, travaillant au marbre lors du deuxième match de 1960 et en 1973.

## Biographie

### Jeunesse et études
Chylak naît à Olyphant, en Pennsylvanie. Il fréquente l'université Rutgers en 1939-1940 et l'université de Scranton après la Seconde Guerre mondiale.
Pendant la Seconde Guerre mondiale, il sert dans l’armée américaine en Europe. Il subit des blessures par éclats d'obus lors de la bataille des Ardennes, qui l'aveuglent pendant plusieurs jours et il doit être hospitalisé pendant huit semaines. Il remporte la Silver Star et la Purple Heart au cours de son service.

### Carrière
Après la guerre, il commence à arbitrer du baseball amateur en 1946. Après un an dans le baseball amateur, Chylak rejoint les ligues mineures en tant qu'arbitre de la Ligue Pennsylvanie-Ontario-New York. Il passe plusieurs autres saisons dans la Ligue canado-américaine, la Ligue de la Nouvelle-Angleterre et la Ligue de l'Est. Il fait ses débuts dans les ligues majeures en 1954.
Chylak identifie deux principaux faits saillants de sa carrière. Le premier se produit lors des Séries mondiales de 1960 : il est arbitre lorsque Bill Mazeroski des Pirates de Pittsburgh frappe le circuit qui permet aux Pirates de vaincre les Yankees de New York. Son deuxième se situe lors des Séries mondiales de 1966 ; il est l'arbitre lors de ce qui s'avère être le dernier match de Sandy Koufax, avant sa retraite quelques semaines plus tard.
Chylak participe à la première série de championnat de la Ligue américaine en 1969. Le 4 juin 1974, il est sur le terrain à Cleveland pour la « Ten Cent Beer Night ». Les supporters sont indisciplinés et provoquent des bagarres avec les joueurs, leur versant parfois de la bière dessus. Chylak met fin au match par forfait après avoir subi une blessure au visage, frappé avec une chaise.

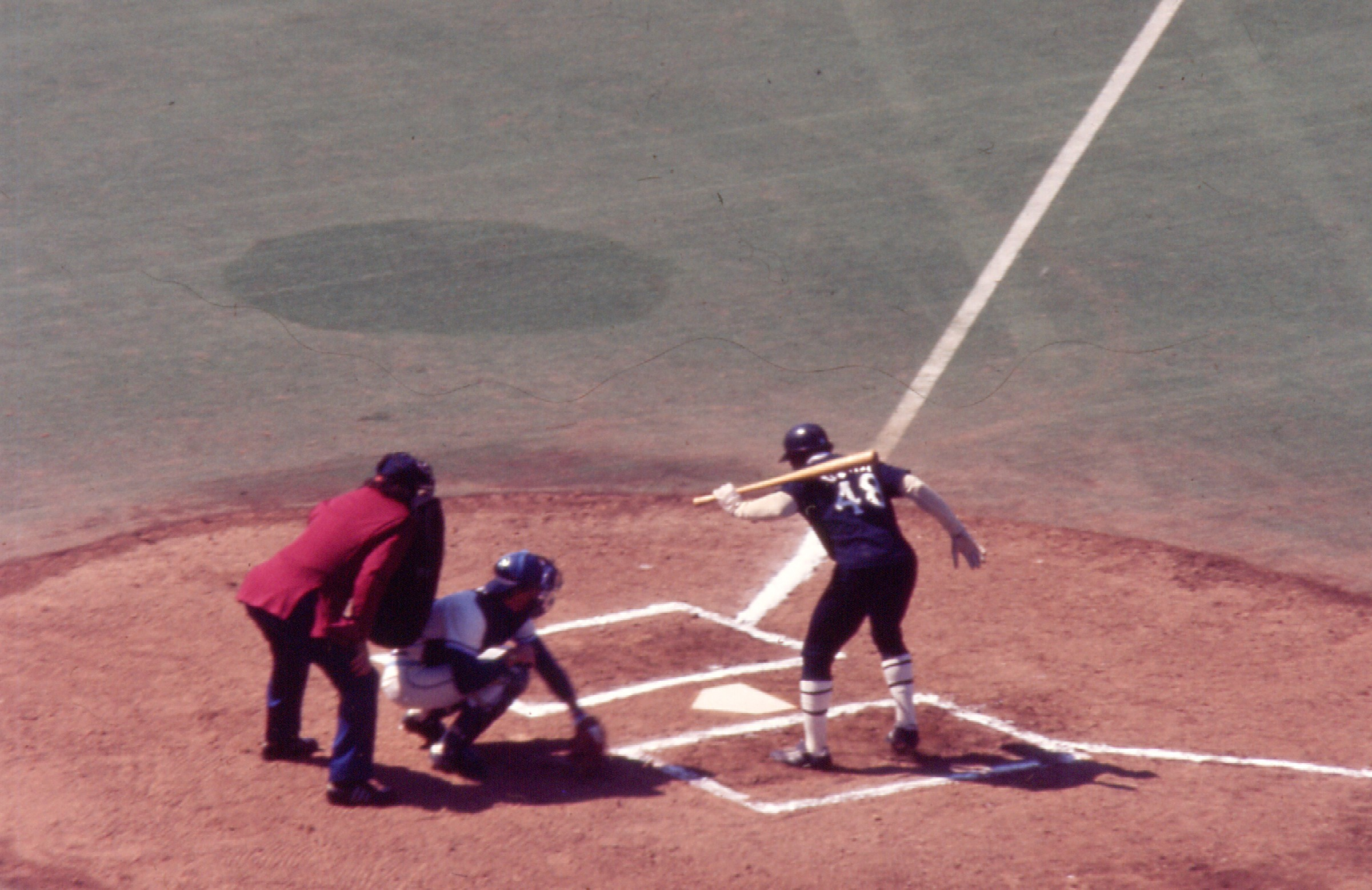
Chylak au marbre lors du match inaugural de la franchise des Blue Jays de Toronto.

Il est arbitre au marbre lors du premier match joué par les Blue Jays de Toronto en 1977, lors d'une tempête de neige au stade Exhibition contre les White Sox de Chicago.
À la fin de sa carrière, Chylak a participé à 25 saisons au baseball majeur, officiant pendant 3 857 matchs, dont 974 au marbre. Il n'a expulsé que 24 joueurs, gérants et instructeurs pendant sa carrière, un des plus bas taux de l'histoire du baseball majeur.
Après avoir pris sa retraite du terrain en 1978, il devient superviseur adjoint des arbitres de la ligue. Chylak est dans la loge des arbitres à Comiskey Park lors de la Disco Demolition Night, un programme double du 12 juillet 1979 entre les Tigers de Détroit et les White Sox de Chicago. Entre les matchs du programme double, des fans indisciplinés se révoltent. En raison des dommages causés au terrain, les arbitres refusent d'autoriser le deuxième match. Lorsque le président de la Ligue américaine, Lee MacPhail, décide que les White Sox doivent déclarer forfait pour le deuxième match, Chylak est celui qui informe le propriétaire du club, Bill Veeck.

### Retraite et mort
Après sa retraite, il devient membre du Sports Illustrated Speakers' Bureau et s'adresse à une grande variété de groupes. Chylak meurt dans son sommeil le 17 février 1982, à l'âge de 59 ans à Dunmore, en Pennsylvanie. Son épouse Sue, ses fils Robert et William et ses trois frères et sœurs lui survivent.

## Hommages
À sa mort, Bowie Kuhn déclare que « peu de gens ont été plus respectés dans son domaine que M. Chylak ». Le président de la Ligue américaine, Lee MacPhail, déclare de son côté : « Il était considéré comme un professeur exceptionnel et certainement l'un des meilleurs arbitres des ligues majeures de baseball des temps modernes. Nous sommes sûrs qu'il sera candidat à une éventuelle reconnaissance au Temple de la renommée... ». Il est élu au Temple de la renommée du baseball par le Comité des anciens en 1999.
En 2013, le Bob Feller Act of Valor Award est décerné à Chylak, qui est l'un des 37 membres du Temple de la renommée du baseball à avoir fait son service dans l'armée américaine pendant la Seconde Guerre mondiale.